# ВЕС Рампіон
ВЕС Рампіон (англ. Rampion Wind Farm) — британська офшорна вітроелектростанція у протоці Ла-Манш, перша біля південного узбережжя країни.
Місце для розміщення ВЕС обрали на відстані 13 км від берегової лінії Західного Сассексу. Роботи зі встановлення фундаментів провели у 2016 році судна MPI Discovery та Pacific Orca. А у вересні 2017-го те ж саме MPI Discovery разом з MPI Adventure завершили монтаж останньої вітрової турбіни.
Роботи зі спорудження офшорної трансформаторної підстанції провадив плавучий кран Rambiz, який встановив як опорну основу («джекет») вагою 1100 тон, так і надбудову з обладнанням («топсайд»), котра важила до 2000 тон. Проживання спеціалістів, які здійснювали подальші налагоджувальні роботи, організували на самопідіймальному судні Pacific Osprey.
Прокладання двох головних експортних кабелів довжиною по 16 км, розрахованих на роботу під напругою 150 кВ, провела спеціалізована баржа Stemat Spirit. При цьому на мілководній прибережній ділянці риття траншеї виконав ковшовий земснаряд Manu Pekka. Він же облаштував три котловани, між якими Stemat Spirit могла пересуватись під час припливу.
Введення станці в експлуатацію очікується у 2018 році, після завершення інфраструктурних об'єктів, які зокрема включатимуть наземну ділянку експортних кабелів довжиною 26 км.
Станція складається зі 116 вітрових турбін данської компанії Vestas типу V112-3.45MW одиничною потужністю 3,45 МВт та діаметром ротора 112 метрів. Вони розташовані на площі 72 км2 в районі з глибинами моря від 19 до 40 метрів на баштах висотою 80 метрів.
Проєкт, який реалізується енергетичним концерном E.ON (50,1 %) та компаніями UK Green Investment Bank і Enbridge, оцінюється у 1,9 млрд євро та має виробляти близько 1,3 млрд кВт·год електроенергії на рік.